# Xã Briggsville, Quận Yell, Arkansas
Xã Briggsville (tiếng Anh: Briggsville Township) là một xã thuộc quận Yell, tiểu bang Arkansas, Hoa Kỳ. Năm 2010, dân số của xã này là 128 người.